# Tabu (filme de 1982)
Tabu é um filme brasileiro do gênero musical de 1982 dirigido por Júlio Bressane, co-autor do roteiro (com Luciano Figueiredo).

## Sinopse
Por meio de um passeio pela música brasileira, o filme conta a hipotética história de um encontro entre o compositor Lamartine Babo (Caetano Veloso) e o escritor modernista Oswald de Andrade (Colé Santana) pela cidade do Rio de Janeiro. Entre as conversas pautadas estavam assuntos como poesia, música, marchinhas e o Carnaval.

## Elenco
- Caetano Veloso ...	Lamartine Babo
- Colé Santana ... Oswald de Andrade
- José Lewgoy... João do Rio
- Norma Bengell ... 	Madame Xavier

Caetano Veloso interpretou o compositor Lamartine Babo

- Cláudia O'Reilly ... Isadora Duncan
- Dedé Veloso ... Colombina
- Lygia Durand ... pirata
- Mário Gomes ... Francisco Alves
- Sandro Solviatti
- Shirley Alves ... Marlene
- Sônia Dias
- Georgina de Moraes
- Suzana de Moraes
- Mariana de Moraes
- Antônio Cícero
- Guilherme Araújo

## Mídia caseira
O filme recebeu uma versão de Video Home System (VHS) lançado pela Warner Home Video.

## Prêmios e indicações
O filme recebeu alguns prêmios como no Festival de Brasília de 1982, nas categorias de 'melhor filme', melhor fotografia' (para Murilo Salles) e 'melhor técnico de som' (Guaracy Rodrigues e Dudi Gupper) e 'melhor técnico de som'. No Troféu APCA de 1983, o filme recebeu o prêmio de 'melhor argumento'.
A Associação Mineira dos Críticos Cinematográficos premiou o filme com os prêmios de  'melhor fotografia', 'melhor trilha sonora' e 'melhor montagem'.